# Heslington Hall

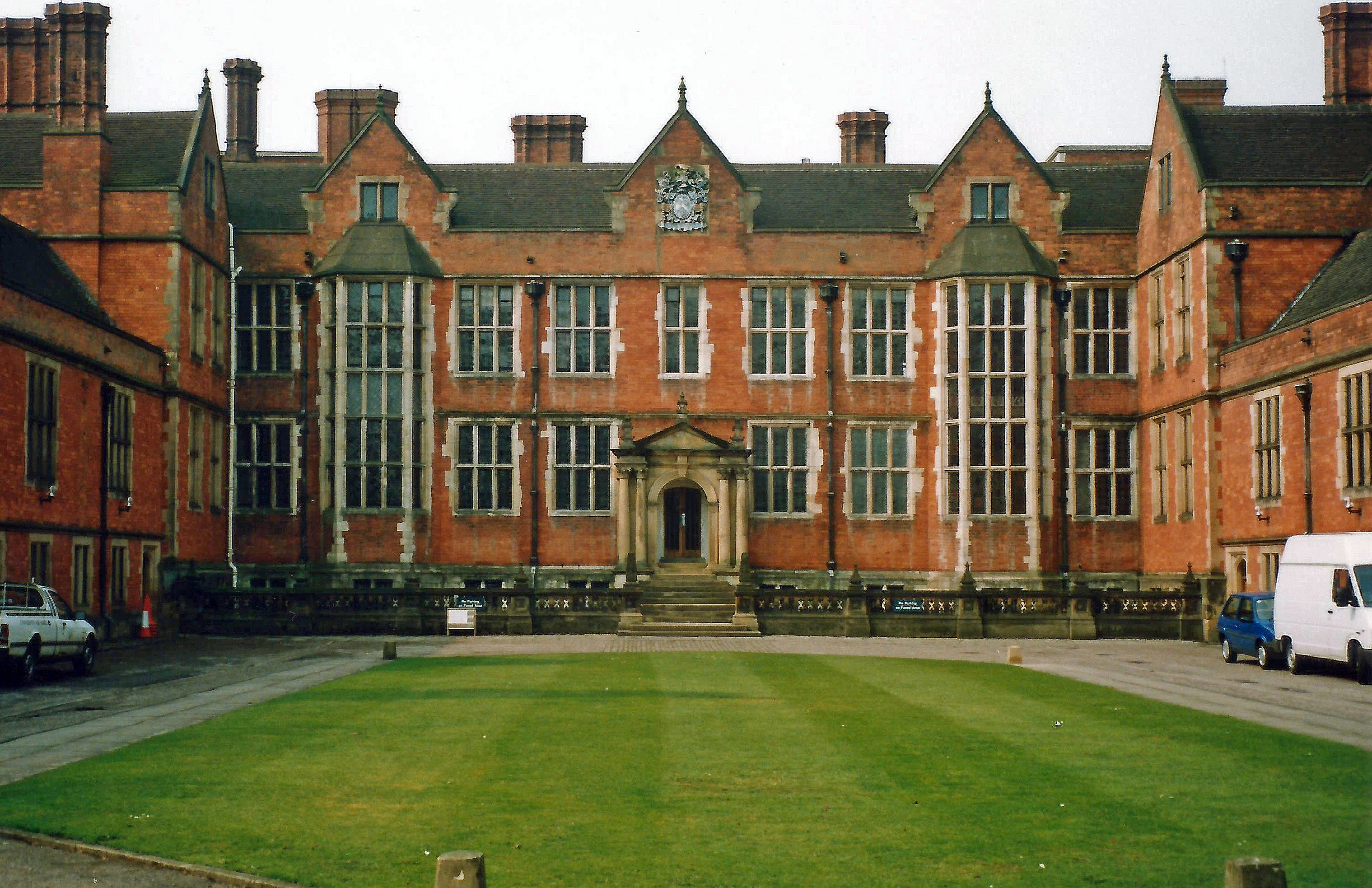
Heslington Hall

Heslington Hall è un maniero storico vicino al villaggio di Heslington, North Yorkshire, nella città di York. La casa è parte di un campus dell'Università di York. E' un monumento classificato di II livello.
L'attuale edificio comprende un blocco centrale a due piani con soffitte e due fiancate di due piani da ciascuna estremità. È costruito in mattoni e legami in bugnato di arenaria.

## Storia
Il maniero originale venne costruito nel 1568 per Sir Thomas Eynns, Segretario e Custode del Sigillo al Consiglio del Nord, e per sua moglie Elizabeth. Eynns morì nel 1573 e la tenuta venne venduta nel 1601 dai suoi nipoti alla famiglia Hesketh. Alla morte di Thomas Hesketh nel 1708, la casa passò per matrimonio alla famiglia Yarburgh, che vi visse per diverse generazioni. Nel 1719 Henrietta Yarburgh, 26enne, sposò il drammaturgo Sir John Vanbrugh alla Chiesa di San Lorenzo di York (successivamente la chiesa parrocchiale di metà Heslington, incluso il maniero). Le tombe di molti membri delle famiglie Hesketh e Yarburgh possono essere viste nel cimitero di San Lorenzo. Il maggiore Nicholas Yarburgh, che visse nella casa dal 1825 al 1852 e fu Alto sceriffo dello Yorkshire nel 1836, vinse il St Leger Stakes nel 1839 con il suo cavallo Charles the Twelfth - uno dei locali pub fu conseguentemente nominato così.
Alla morte di Nicholas nel 1852, la proprietà passò al nipote Yarburgh Greame della Sewerby Hall, Bridlington, che adottò il cognome Yarburgh e commissionò l'architetto Philip Charles Hardwick nel 1854 di ricostruire la casa in stile vittoriano. Parti della tenuta originale che sono state preservate includono due torri delle scale, il cortile e il soffitto a stucco pendente della grande sala. La casa fu ereditata alla sua morte nel 1856 da suo nipote, George John Lloyd (che successivamente adottò il nome Yarburgh) e nel 1875 dalla sorella di George, Mary Elizabeth Yarburgh. Lei sposò George William Bateson nel 1862, che successivamente assunse nel 1876 il cognome addizionale di de Yarburgh da una licenza reale. Lui poi divenne il secondo Barone Deramore dopo la morte di suo fratello nel 1890. I suoi due figli, Robert Wilfred de Yarburgh-Bateson (terzo Barone Deramore) (1865-1936) e George Nicholas de Yarburgh-Bateson (quarto Barone Deramore) (1870-1943), se ne occuparono dopo di lui.
Secondo il libro di Niklaus Pevsner Yorkshire: York and the East Riding (page 463, 1995 edn), molte delle parti interne della casa com'è attualmente visibile sono dell'architetto di York Brierley, del 1903. Allo scoppio della Seconda guerra mondiale, la casa fu liberata dalla famiglia che la diede in prestito alla Royal Air Force come quartier generale del No. 4 Group RAF, parte del RAF Bomber Command. La casa non fu poi più rioccupata dalla famiglia dopo la guerra. Nel 1955 il maniero divenne un edificio storico protetto di II grado. Quando l'Università di York fu fondata (aprì agli studenti nel 1963), Sir Bernard Feilden supervisionò la sua conversione nel quartier generale amministrativo dell'università. La casa e l'università erano parte amministrativamente dell'East Riding of Yorkshire, ora parte della città di York.